# Villa Spera

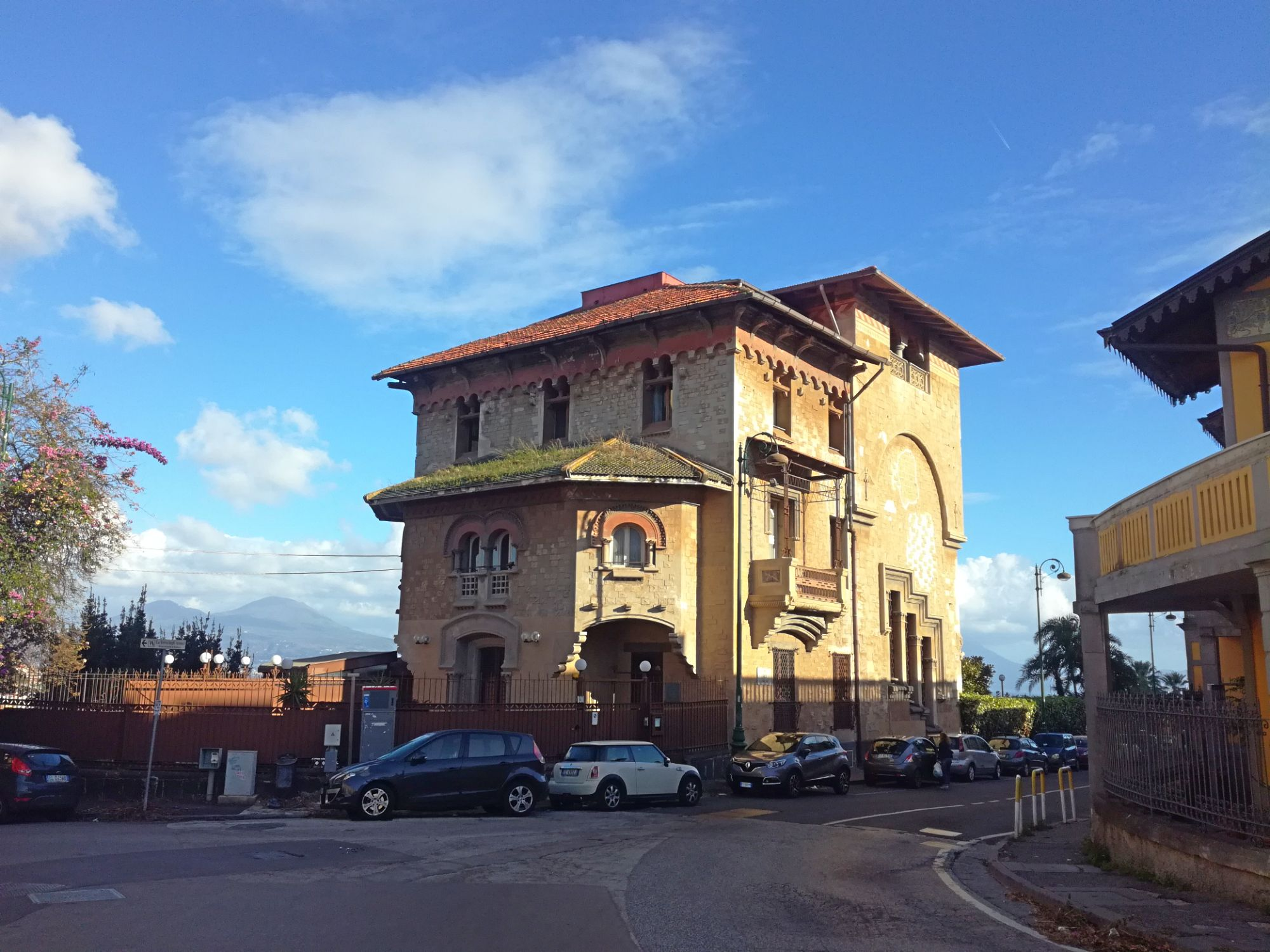
Villa Spera in Neapel von der Piazza Stefano aus

Die Villa Spera, später auch Villa Giordano genannt und kürzlich auch Corte dei Leoni, ist ein Jugendstil-Landhaus aus den 1920er-Jahren im Viertel Vomero von Neapel in der italienischen Region Kampanien. Sie liegt in der Via Torquato Tasso, 615.

## Geschichte und Beschreibung

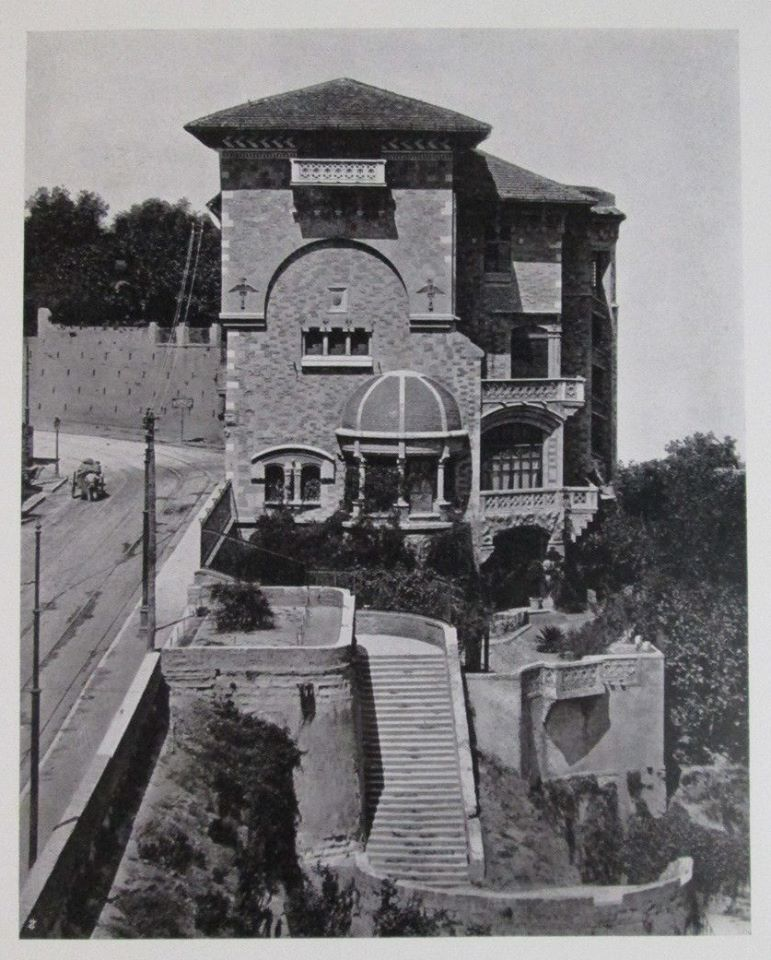
Villa Spera im Jahre 1924

Das Haus wurde 1922 errichtet, wie eine Steintafel in lateinischer Sprache bezeugt, die der Auftraggeber an der Fassade anbringen hat lassen. Die Villa ist in markantem eklektischen Stil gehalten, einer Mischung aus Jugendstil und Neuromanik. Seine Verzierungen erinnern an mittelalterliche und Pseudo-Renaissance-Motive.
Es handelt sich um ein dreigeschossiges Haus mit unregelmäßigem, aber grob rechteckigen, Grundriss, versehen mit Bogenfenstern mit Säulen und prominenten Schlusssteinen auf beiden Seiten, sowie einer blassroten Ziegelfassade; zahlreiche Ziegel stehen hervor, sodass der Effekt eines Bossenwerkes entsteht. An verschiedenen Stellen im oberen Bereich der Fassade finden sich einige esoterische Symbole. Zwei davon befinden sich auf beiden Seiten eines großen Fensters. Sie scheinen Versionen eines geflügelten Hermesstabes zu sein, des in die Mythologie getragenen Zauberstabes des altrömischen Gottes Merkur. Es sind auch die Flügel vorhanden, aber an der Spitze jedes der Zauberstäbe gibt es einen stilisierten Pferde- oder Drachenkopf. Diese sind nach innen gekehrt und „bewachen“ einander über den Bogen des Fensters hinweg.
Die Lage der Villa auf dem Gipfel des Hügels (etwa 500 Fuß über Meereshöhe) an der Grenze zwischen Vomero und Posillipo ermöglicht von der Vorderseite des Hauses aus einen spektakulären Blick auf den Vesuv und über den Golf von Neapel, auch wenn die Rückseite, vor der sich ursprünglich nur die Villa Rachele erhob, in den 1950er-Jahren durch den Bau eines GS-Supermarktes und zahlreicher moderner Häuser verdeckt wurde.

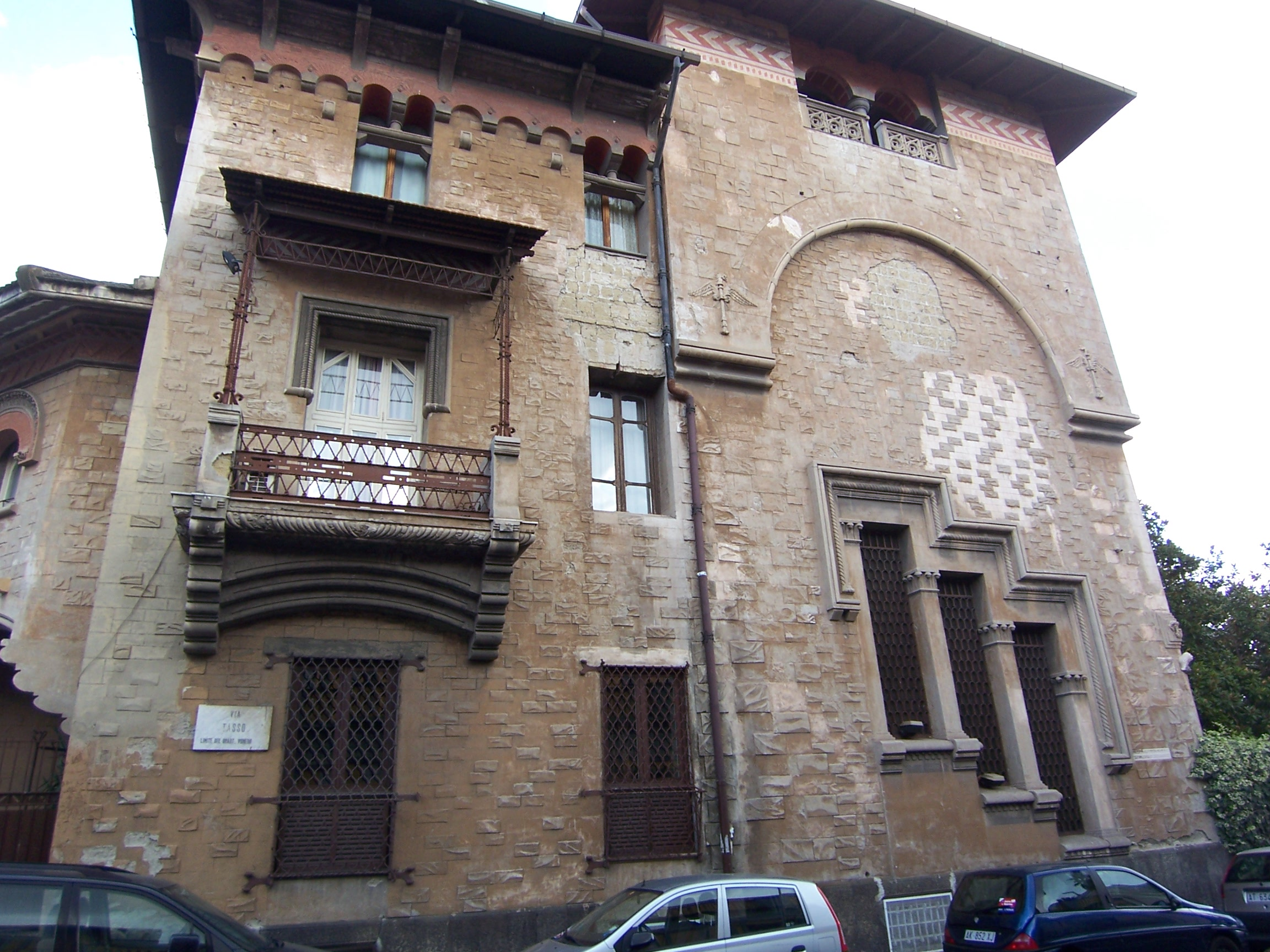
Die Frontfassade der Villa Spera

Das Dach im Renaissancestil ist auf allen Seiten des Gebäudes leicht geneigt. Da die Villa an einem Hang gebaut wurde, erhält deren Seite zum Meer hin einen zusätzlichen Effekt, da sie den zusätzlichen Platz durch den großen Höhenunterschied zwischen dem vorderen Teil des Grundstücks und dessen Rückseite nutzt: ‚‚Avena‘‘ nutzte so den geringen Platz und das vorhergehende Gebäude aus (Das Gebäude entstand aus einem alten Bauernhaus).
Der größte Teil der Fensterscheiben ist dunkel und fleckig. Im großen Mittelfenster ging das künstlerisch wertvolle, colorierte Glas, ein Werk von Carlo Avena, dem Sohn von Adolfo Avena, im Zweiten Weltkrieg verloren. Auf der Meerseite gibt es eine bemerkenswerte Spiraltreppe, die das gesamte Gebäude umhüllt; sie liegt innen, aber vor dem Glas und somit von außen sichtbar. Das ganze Grundstück ist vor der Straße dank eines hohen Metallzauns geschützt, der bis zum Beginn der 2000er-Jahre mit Efeu überwuchert war, der es unmöglich machte, ins Innere zu blicken. Die Steintafel, die der Erbauer an der Fassade befestigen ließ, zeigt in römischen Ziffern das Jahr 1922, aber der Stein ist so verwittert, dass man ihn für viel älter halten könnte. Auf der Meerseite gibt es einen Balkon. Das Aussehen erinntert an die Renaissance, wie in der sogenannten Casa di Giulietta in Verona (nicht zufällig ein Werk von Alberto Avena, dem Bruder von Adolfo Avena); an der Villa in Vomero ist er eher beunruhigend.
Ihr Anblick hat zahlreiche Legenden entstehen lassen, nach denen die Villa von Geistern heimgesucht und bewohnt wird, sodass sie auch als Filmset genutzt wurde, z. B. im Film Giallo napoletano von Sergio Corbucci von 1979 und im Film La guerra di Mario von Antonio Capuano von 2005. Heute wird das Haus für Zeremonien und Treffen genutzt.
Die Villa war während der nazideutschen Besetzung auch Sitz der deutschen Kommandantur.